# Убийство по учебник
„Убийство по учебник“ (на английски: Number by Numbers) е американски психологически трилър от 2002 година, продуциран и режисиран от Барбе Шрьодер, по сценарий на Тони Гейтън. Във филма участват Сандра Бълок, Бен Чаплин, Райън Гослинг и Майкъл Пит.